# Капри, Ана
Анна Мари Нанаси (6 июля 1944 — 19 августа 2010), более известная под своим сценическим именем Ана Капри (также Анна Капри) — американская актриса кино и телевидения, наиболее известная по роли Тани (секретарши Хана) в фильме с боевыми искусствами «Выход дракона».

## Ранние годы
Родилась у венгерских родителей в Будапеште и прибыла в Соединённые Штаты со своей семьёй в качестве беженца в 1950 году. Её младший брат Луи, который использовал сценический псевдоним Питер Роббинс, был оригинальным телевизионным голосом персонажа Peanuts Чарли Брауна.

## Карьера
Капри начала карьеру актрисы телевидения ещё ребёнком, снявшись в таких сериалах, как «Отец знает лучше», «Шоу Дэнни Томаса» , "Приключения Рин-Тин-Тина", "Оставь это Биверу" — в роли Синди Эндрюс в «Свитере Эдди» (1963) и Синды Дансворт в «Стипендии Лампи» (1963) — как Анна Капри, а также в роли Эди Вестроп в «Шоу Джорджа Бернса и Грейси Аллен» в 1958 году. В кино дебютировала в возрасте тринадцати лет в фильме «Сын преступника». После этого появилась в других фильмах и телесериалах, включая роли в двух вестернах CBS в 1959 году, в роли Долли Клири в эпизоде «Самый маленький клиент» сериала «Разыскивается живым или мёртвым» со Стивом МакКуином в главной роли и в роли Дебби Маккаллин в эпизоде «Дочь Маккаллина» в сериале Trackdown с Робертом Калпом.
В 1962 году Капри получила роль Мэри Роуз в ситкоме ABC / Warner Bros Television «Комната для ещё одного». Она появлялась и в других сериалах ABC/WB, включая Мэверик, Sugarfoot, Cheyenne, Bronco, 77 Sunset Strip.
В 1967 году Капри появилась в образе капрала Терри Кэхилл 17 эпизоде («Охотники и убийцы») 3 сезона сериала «Twelve O’Clock High».
Позже Капри появилась в фильмах «Фирменный», «Монро», «Железный конь», «Пушки Уилла Соннетта», «Ларедо», «Дикий, дикий запад», «Спасай свою жизнь», «ФБР», «Баньон», «Баретта», «Баначек», «Мэнникс», «Отряд мод», «Айронсайд», «Кеннон», Коджак и других.
В 1971 году Капри сыграла Линду Перри в двух эпизодах криминальной драмы ABC «Дэн Огаст» с Бертом Рейнольдсом в главной роли. В 1972 году она снялась в фильме «День выплаты жалованья» с Рипом Торном, в роли певицы кантри из Алабамы. С 1970-х годов она использовала написание Ahna Capri, чтобы отразить правильное произношение своего имени.

## Смерть
9 августа 2010 года Капри попала в автокатастрофу, с её автомобилем столкнулся 5-тонный грузовик. После 10 дней в коме и на аппарате жизнеобеспечения она умерла 19 августа в возрасте 66 лет.

## Фильмография
| Год     | Заголовок                                               | Роль                     | Заметки             |
| ------- | ------------------------------------------------------- | ------------------------ | ------------------- |
| 1956 г. | Противоположный пол                                     | Ребёнок                  | в титрах не указана |
| 1957 г. | Сын преступника                                         | Эми Вентворт — в детстве |                     |
| 1959 г. | Замечательный мистер Пеннипакер                         | Бэбс Пеннипакер          | в титрах не указана |
| 1963 г. | Выбор критиков                                          | Дочь                     | в титрах не указана |
| 1964 г. | Поцелуи для моего президента                            | Глория МакКлауд          |                     |
| 1965 г. | Девочки на пляже                                        | Арлин                    |                     |
| 1966 г. | Один из наших шпионов пропал                            |                          |                     |
| 1969 г. | Цель: Гарри                                             | Франческа                |                     |
| 1970 г. | Темнее янтаря                                           | Дел                      |                     |
| 1971 г. | Братство Сатаны                                         | Ники                     |                     |
| 1972 г. | Пиранья, Пиранья                                        | Терри Грин               |                     |
| 1973 г. | День выплаты жалованья                                  | Мэйлин Трэвис            |                     |
| 1973 г. | Выход дракона                                           | Таня                     |                     |
| 1975 г. | Специалист                                              | Лонда Уайет              |                     |
| 1976 г. | All-Stars &amp; Motor Kings в дальнем путешествии бинго | проститутка              |                     |